# Stay with Me (canção de James Brown)
"Stay With Me" é uma canção gravada por James Brown. Lançada como single em 1981, alcançou o número 80 da parada R&B. Também aparece no álbum Soul Syndrome.